# 穆欽加省
10°00′S 32°00′E / 10.000°S 32.000°E
穆欽加省（英語：Muchinga Province），是贊比亞的省份，位於該國東北部，下分8縣，首府設於欽薩利，2011年10日時任總統邁克爾·薩塔宣布設立該省，面積87,806平方公里，2015年人口895,058，人口密度每平方公里10人。